# San Juan Bautista Coixtlahuaca
San Juan Bautista Coixtlahuaca là một đô thị thuộc bang Oaxaca, México. Năm 2005, dân số của đô thị này là 2863 người.